# Mê Linh (huyện)
Mê Linh là một huyện cũ ngoại thành nằm ở phía Bắc thành phố Hà Nội, Việt Nam.

## Vị trí địa lý
Huyện Mê Linh nằm ở phía Tây Bắc của thành phố Hà Nội, cách trung tâm thành phố khoảng 29 km, giáp sân bay quốc tế Nội Bài và có vị trí địa lý:
- Phía đông giáp huyện Đông Anh
- Phía tây giáp huyện Phúc Thọ và huyện Yên Lạc, tỉnh Vĩnh Phúc
- Phía nam giáp huyện Đan Phượng
- Phía bắc giáp huyện Sóc Sơn và thành phố Phúc Yên, huyện Bình Xuyên thuộc tỉnh Vĩnh Phúc.

## Mê Linh cổ
Ghi chép về Mê Linh trong hai tài liệu cổ nhất của Việt Nam, đều thuộc thời Hậu Lê và cách nhau 44 năm đã mâu thuẫn: 
Dư địa chí của Nguyễn Trãi (năm 1434) chép: Mê Linh là Hát Môn thuộc huyện Phúc Lộc bây giờ… huyện Phúc Lộc là Mê Linh ngày xưa.
Đại Việt sử ký toàn thư (năm 1479) chép: Thời Tây Hán trị sở của thái thú (Giao Châu) tại Long Uyên tức Long Biên. Thời Đông Hán tại Mê Linh tức Yên Lãng.
Do đó, ba thế kỷ sau Lê Quý Đôn viết Vân đài loại ngữ (năm 1773) rất lộn xộn, chép Yên Lãng thuộc về ba huyện khác nhau cùng tồn tại trong một thời kỳ: Mê Linh nay là Yên Lãng… Phong Khê là đất Yên Lãng… Chu Diên nay là Yên Lãng.
Cương mục nhà Nguyễn chép: Mê Linh là Phong Châu… ở địa phận hai huyện Phúc Lộc và Đường Lâm
Do đó đã xuất hiện các tranh cãi, một số cho rằng Mê Linh ở phía nam sông Hồng và số khác cho là ở phía bắc.  Ở huyện Yên Lãng cũng có làng Hạ Lôi nhưng không có tên Nôm.
Từ năm 1973-1990, nhà nghiên cứu Đinh Văn Nhật  sử dụng phương pháp địa lý học lịch sử để nghiên cứu về các địa danh thời Hai Bà Trưng. Ông sau đó kết luận huyện Mê Linh nằm ở phía nam sông Hồng. Các bài viết của ông đều được đăng trên Tạp chí Nghiên cứu lịch sử, Viện Khoa học Xã hội Việt Nam. 
Trong các chuyến khảo sát có GS. Lê Văn Lan, GS. Văn Tân và nhiều nhà sử học khác đã phát hiện các địa danh làng Hạ Lôi (tên nôm là Kẻ Lói, có rất nhiều sự tích về Hai Bà Trưng), Kim Khê (tức căn cứ Cấm Khê), làng Nam Giao (tức Giao Chỉ ở phía Nam, đàn tế trời của nước ta) đều ở huyện Thạch Thất. Ngay cạnh đó là Thành Quèn (huyện Quốc Oai) có tính chất cư trú thời Đông Hán. 
Trong hội nghị khoa học về Hai Bà Trưng do Sở Văn hoá - Thông tin Hà Nội tổ chức ngày 3/3/1982 tại Đền Đồng Nhân, Mê Linh được xác định ở phía nam sông Hồng. 
Còn huyện Yên Lãng vốn là đất huyện Tây Vu với trung tâm là Cổ Loa của con cháu Thục Phán, sau đó tách thành Phong Khê và Vọng Hải. Làng Hạ Lôi ở đây có thể là di dân sau khi Hai Bà Trưng bại trận bởi Hậu Hán Thư  quyển 86 phần Tây Nam di liệt truyện chép "Bắt hơn 300 kẻ cầm đầu dời đi Linh Lăng. Vùng Lĩnh Biểu coi như bình định" cho thấy có sự thay đổi lớn về dân cư. Nhiều người bị tù đày và buộc đi khỏi nơi sinh sống lâu đời trước đó, rồi lập nên một làng Hạ Lôi mới ở bên kia sông Hồng. 
Một giả thiết khác có thể Hạ Lôi vốn nằm ở phía nam sông Hồng, thuộc huyện Đan Phượng, tức huyện Chu Diên xưa. Theo thần tích làng Nại Tử xã Hồng Hà thì ông Thi Sách - chồng bà Trưng Trắc - là người làng này. Năm 1971 trận lụt lịch sử đồng bằng sông Hồng đã khiến cả làng bị mất đất và năm 1972 thì đi xây dựng kinh tế mới ở sông Mã, Sơn La. Theo Việt điện U linh và Lĩnh Nam chích quái thì Hai Bà đóng đô ở thành Ô Diên, sau là thành trì của Hậu Lý Nam Đế, nay còn dấu tích ở xã Hạ Mỗ. Có thể lũ lụt cũng khiến Hạ Lôi bị dạt sang bờ bắc (Hạ Lôi này ở ngay ven đê tả). Các sự việc tương tự ở thời hiện đại vẫn được ghi nhận như xã Tân Đức vốn thuộc huyện Ba Vì, Hà Nội đã dạt sang bên kia sông rồi được sáp nhập về Việt Trì, Phú Thọ năm 2008 . Hay xã Tự Nhiên vốn thuộc Khoái Châu, Hưng Yên nhưng cũng do phù sa đổi dòng mà từ thời Nguyễn đã thuộc về huyện Thường Tín, Hà Nội. Do đó Đền Hạ Lôi và các đền ở Yên Lãng đều thờ chung cả ông Thi Sách, còn Đền Hát Môn chỉ thờ Hai Bà.

## Lịch sử
Huyện Mê Linh được thành lập vào ngày 5 tháng 7 năm 1977 trên cơ sở hợp nhất 2 huyện Bình Xuyên và Yên Lãng; thị trấn Xuân Hòa và 6 xã: Cao Minh, Kim Hoa, Nam Viêm, Ngọc Thanh, Phúc Thắng, Quang Minh của huyện Kim Anh.. Khi mới thành lập, huyện Mê Linh gồm thị trấn Phúc Yên (huyện lỵ), thị trấn nông trường Tam Đảo, thị trấn Xuân Hòa và 33 xã: Bá Hiến, Chu Phan, Đại Thịnh, Đạo Đức, Gia Khánh, Hoàng Kim, Hương Sơn, Kim Hoa, Liên Mạc, Mê Linh, Minh Quang, Phú Xuân, Quang Minh, Quất Lưu, Sơn Lôi, Tam Canh, Tam Đồng, Tam Hợp, Tân Phong, Thạch Đà, Thanh Lâm, Thanh Lãng, Thiện Kế, Tiền Châu, Tiền Phong, Tiến Thắng, Tiến Thịnh, Tráng Việt, Trung Mỹ, Tự Lập, Văn Khê, Vạn Yên.
Ngày 27 tháng 12 năm 1978, một phần các xã của huyện Mê Linh (gồm thị trấn Phúc Yên, thị trấn Xuân Hòa và 18 xã: Chu Phan, Đại Thịnh, Hoàng Kim, Kim Hoa, Liên Mạc, Mê Linh, Quang Minh, Tam Đồng, Thạch Đà, Thanh Lâm, Tiền Châu, Tiền Phong, Tiến Thắng, Tiến Thịnh, Tráng Việt, Tự Lập, Văn Khê, Vạn Yên) cùng với huyện Sóc Sơn của tỉnh Vĩnh Phú sáp nhập vào thành phố Hà Nội. Các xã còn lại của huyện Mê Linh, gồm thị trấn Nông trường Tam Đảo và 14 xã: Bá Hiến, Đạo Đức, Gia Khánh, Hương Sơn, Minh Quang, Phú Xuân, Quất Lưu, Sơn Lôi, Tam Canh, Tam Hợp, Tân Phong, Thanh Lãng, Thiện Kế, Trung Mỹ (vốn thuộc huyện Bình Xuyên cũ) sáp nhập vào huyện Tam Đảo, tỉnh Vĩnh Phú.
Ngày 12 tháng 8 năm 1991, huyện Mê Linh tách khỏi thành phố Hà Nội và trở về tỉnh Vĩnh Phú.
Ngày 6 tháng 11 năm 1996, tỉnh Vĩnh Phúc được tái lập từ tỉnh Vĩnh Phú, huyện Mê Linh thuộc tỉnh Vĩnh Phúc.
Sau khi thành lập thị xã Phúc Yên (nay là thành phố Phúc Yên) trên cơ sở tách 2 thị trấn Phúc Yên, Xuân Hòa và 5 xã: Ngọc Thanh, Cao Minh, Nam Viêm, Phúc Thắng, Tiền Châu khỏi huyện Mê Linh vào năm 2004 theo quyết định của Chính phủ ngày 9 tháng 12 năm 2003 thì huyện còn lại 17 xã: Chu Phan, Đại Thịnh, Hoàng Kim, Kim Hoa, Liên Mạc, Mê Linh, Quang Minh, Tam Đồng, Thạch Đà, Thanh Lâm, Tiền Phong, Tiến Thắng, Tiến Thịnh, Tự Lập, Tràng Việt, Văn Khê, Vạn Yên.
Ngày 4 tháng 4 năm 2008, chia xã Quang Minh thành 2 thị trấn: Quang Minh và Chi Đông. Tuy nhiên, các thị trấn Quang Minh và thị trấn Chi Đông đều không phải là huyện lị huyện Mê Linh, các cơ quan hành chính của huyện đóng tại xã Đại Thịnh. Từ đó, huyện Mê Linh có 2 thị trấn: Chi Đông, Quang Minh và 16 xã: Chu Phan, Đại Thịnh (huyện lỵ), Hoàng Kim, Kim Hoa, Liên Mạc, Mê Linh, Tam Đồng, Thạch Đà, Thanh Lâm, Tiền Phong, Tiến Thắng, Tiến Thịnh, Tự Lập, Tràng Việt, Văn Khê, Vạn Yên.
Tháng 3 năm 2008, chính quyền trung ương của Việt Nam tuyên bố chủ trương sáp nhập Mê Linh vào Hà Nội. Ngày 22 tháng 3 năm 2008, Hội đồng Nhân dân tỉnh Vĩnh Phúc đã nhất trí  chủ trương trên.
Ngày 1 tháng 8 năm 2008, theo Nghị quyết số 15/2008/QH12 ngày 29 tháng 5 năm 2008, cùng với toàn bộ tỉnh Hà Tây và 4 xã Đông Xuân, Tiến Xuân, Yên Bình, Yên Trung thuộc huyện Lương Sơn, tỉnh Hòa Bình, huyện Mê Linh đã được tách ra khỏi tỉnh Vĩnh Phúc và sáp nhập vào thành phố Hà Nội.
Ngày 1 tháng 1 năm 2025, sáp nhập xã Vạn Yên vào xã Liên Mạc.
Ngày 1 tháng 7 năm 2025, sau khi hoàn thành sắp xếp đơn vị hành chính cấp xã, huyện Mê Linh chính thức bị giải thể để thực hiện chính quyền địa phuơng 2 cấp, không tổ chức cấp huyện.

## Hành chính
Huyện Mê Linh có 17 đơn vị hành chính cấp xã trực thuộc, bao gồm 2 thị trấn: Chi Đông, Quang Minh và 15 xã: Chu Phan, Đại Thịnh (huyện lỵ), Hoàng Kim, Kim Hoa, Liên Mạc, Mê Linh, Tam Đồng, Thạch Đà, Thanh Lâm, Tiền Phong, Tiến Thắng, Tiến Thịnh, Tráng Việt, Tự Lập, Văn Khê.

## Đường phố
- Bát Nàn
- Chi Đông
- Đại Thịnh
- Hồ Đề
- Lê Chân
- Mê Linh
- Ngô Miễn
- Quang Minh
- Võ Văn Kiệt

## Hạ tầng
Có quốc lộ 23 và đường vành đai 4 đi qua.
Hiện nay, trên địa bàn huyện Mê Linh đã và đang hình thành một số khu đô thị mới như khu đô thị Quang Minh, khu đô thị Ba Đình - Mê Linh, khu đô thị Mê Linh - Thanh Lâm - Đại Thịnh, khu đô thị Tiền Phong, khu đô thị Rose Valley, khu đô thị AIC Mê Linh, khu đô thị Cienco 5 Mê Linh, khu đô thị Tùng Phương, khu đô thị Diamond Park New, khu đô thị CEO Mê Linh, khu đô thị Hà Phong, khu đô thị cao cấp New Sunrise Hanoi, khu đô thị Mê Linh New City, khu đô thị Kim Hoa, khu đô thị Chi Đông, khu đô thị Minh Giang - Đầm Và, khu đô thị Tiền Phong, khu nhà ở Hoàng Vân...
Dự án đường sắt đô thị Hà Nội đi qua địa bàn huyện (dự kiến) là tuyến số 7 (Mê Linh - Ngọc Hồi).

## Giao thông công cộng
Các tuyến xe buýt đi qua địa bàn huyện gồm có các tuyến: 07, 35B, 53B, 56A, 56B, 58, 63, 64, 93, 95, 109,112
- 07: Cầu Giấy - Sân bay Nội Bài đi qua cao tốc Bắc Thăng Long - Nội Bài
- 35B: Nam Thăng Long - Thanh Lâm (Mê Linh) đi qua cao tốc Bắc Thăng Long - Nội Bài, KCN Quang Minh
- 53B: Bến xe Mỹ Đình - Kim Hoa (Mê Linh) đi qua cao tốc Thăng Long - Nội Bài, KCN Quang Minh
- 56A: Mỹ Đình - Núi Đôi đi qua cao tốc Thăng Long - Nội Bài
- 58: Yên Phụ - BV đa khoa Mê Linh đi qua cao tốc Bắc Thăng Long - Nội Bài
- 63: KCN Bắc Thăng Long - Tiến Thịnh (Mê Linh) đi qua KCN Bắc Thăng Long, cao tốc Bắc Thăng Long - Nội Bài
- 64: Bến xe Mỹ Đình - Phố Nỉ (TTTM Bình An) đi qua KCN Bắc Thăng Long, cao tốc Bắc Thăng Long - Nội Bài
- 93: Nam Thăng Long - Bắc Sơn đi qua cao tốc Bắc Thăng Long - Nội Bài, KCN Quang Minh
- 95: Nam Thăng Long - Xuân Hòa đi qua cao tốc Bắc Thăng Long - Nội Bài, KCN Quang Minh
- 109: Bến xe Mỹ Đình - Sân bay Nội Bài đi qua cao tốc Bắc Thăng Long - Nội Bài
- 112: Nam Thăng Long - Thạch Đà (Mê Linh) đi qua Bệnh viện Đa khoa Mê Linh (điểm cuối)

## Làng nghề
Huyện Mê Linh có diện tích thuộc loại trung bình khá của Hà Nội nên có nhiều làng nghề, làng có nghề nhưng chủ yếu là các làng nghề trồng hoa; ban đầu là trồng hoa hồng sau đó là hoa cúc đến hoa cao cấp khác. Đặc biệt nghề trồng hoa của huyện thuộc loại phát triển lớn mạnh của vùng với sức tiêu thụ dễ dàng và thuận lợi do lợi thế giáp trung tâm Hà Nội không xa. Nhóm nghề mây tre đan và dâu tằm đã mai một. Nhóm nghề dịch vụ, kinh doanh phát triển mạnh ở các xã, thị trấn như Quang Minh, Chi Đông, Tiền Phong, Đại Thịnh, Thanh Lâm. Các làng nghề, ngành nghề của huyện:
- Làng nghề hoa, cây cảnh Hạ Lôi (Mê Linh)
- Nghề trồng hoa, cây cảnh Văn Quán (Văn Khê)
- Nghề trồng rau củ Đông Cao (Tráng Việt)
- Làng nghề làm kẹo, mì bún Yên Thị (Tiến Thịnh)
- Làng nghề trồng hoa, cây cảnh Đại Bái (Đại Thịnh)
- Nghề trồng hoa, cây cảnh Phù Trì (Kim Hoa)
- Nghề xây dựng, thợ nề ở Thạch Đà
- Làng nghề bánh đa nem Trung Hà (Tiến Thịnh)
- Nghề trồng dâu nuôi tằm ở Tráng Việt
- Có nghề nấu rượu Yên Bài (Tự Lập)
- Làng nghề hoa, cây cảnh Liễu Trì (Mê Linh)
- Nghề làm hương thôn Thọ Lão (Tiến Thịnh)
- Nghề đan lát ở Nam Cường (Tam Đồng).